# 愛は続けることに意味がある
『愛は続けることに意味がある』（あいはつづけることにいみがある）は少年隊の5枚目のオリジナル・アルバム。1993年12月1日に発売された。発売元はポニーキャニオン。

## 内容
4thアルバム『Heart to Heart 5years 少年隊…そして1991』から実に丸3年ぶりのオリジナル・アルバム。
レコード会社を6年間所属したワーナーミュージック・ジャパンからポニーキャニオンに移籍後、初の新作。
先行シングル『EXCUSE』のアルバム・ヴァージョンを収録。

## 収録曲
特記以外全編曲：水島康貴
1. のどもとすぎれば恋も忘れる
  - 作詞・作曲：尾関昌也
  - 編曲：尾関昌也・松本浩之介
  - 錦織一清 ソロ曲
2. EXCUSE（Album-Version）
  - 作詞:及川眠子　作曲：井上ヨシマサ
3. Danceいっぱつ
  - 作詞：戸沢暢美　作曲：ナガハタゼンジ　
  - 東山紀之 メインボーカル曲
  - コーラスに錦織が参加している。
4. 愛は強いはずなのに
  - 作詞：及川眠子　作曲：井上ヨシマサ　
  - 植草克秀 ソロ曲
5. お好み焼き
  - 作詞・作曲：井上ヨシマサ　編曲：ATOM
6. What is Love!
  - 作詞・作曲：尾関昌也
  - 編曲：尾関昌也・松本浩之介
  - 錦織一清 メインボーカル曲
  - コーラスに東山が参加している。
7. だんぜん愛さ
  - 作詞：戸沢暢美　作曲：ナガハタゼンジ　
  - 植草克秀 ソロ曲
8. 君のいないクリスマス
  - 作詞・作曲：尾関昌也　
  - 東山紀之 ソロ曲